# 88e division d'infanterie (États-Unis)
Pour les articles homonymes, voir 88e division d'infanterie.
La 88e division d'infanterie (88th Infantry Division) est une division de l'United States Army, créée à l'occasion des deux guerres mondiales.

## Historique

### Première Guerre mondiale
Elle apparaît le 5 août 1917 dans l'Iowa mais elle est envoyée trop tardivement (en septembre 1918) en France pour participer à la Première Guerre mondiale et elle est démobilisée en 1919. 

### Seconde Guerre mondiale
Elle est recréée en 1942, à l'occasion de la Seconde Guerre mondiale et présente la particularité d'être la première division américaine entièrement composée de conscrits, après que celle-ci a été réinstaurée en 1940. Elle est aussi l'une des premières divisions de conscrits à être envoyée au combat puisqu'elle débarque en Afrique du nord à la fin de l'année 1943, où elle poursuit son entraînement. Au début de l'année 1944, elle est transférée en Italie où elle connaît ses premiers combats, participant à lutte contre la ligne Gustave, la puissante position défensive allemande dans la péninsule italienne. Elle progresse jusqu'à Anzio à la fin du mois de mai et certains de ses éléments sont parmi les premières forces américaines à pénétrer dans Rome, le 4 juin 1944. Après une période de repos, elle est à nouveau engagée en septembre 1944 contre la ligne Gothique, étant souvent contrainte d'adopter une posture défensive. En revanche, en avril 1945, elle prend part à l'offensive de printemps, traversant le Pô le 24 avril, tandis que les villes de Vérone et de Vincenza sont prises les 25 et 28 avril. Elle progresse ensuite en direction d'Innsbrück en Autriche, où elle fait sa jonction le 2 mai, avec des éléments de la 103e division d'infanterie venant du Nord.
Après la guerre, elle incorpore certains éléments de la 34e division d'infanterie et participe à l'occupation du nord de l'Italie, le long de la ligne Morgan près de Trieste, jusqu'à la signature du traité de paix entre les Alliés et l'Italie en 1947. Le 351e régiment d'infanterie est ensuite détaché de l'unité pour participer à la défense du territoire libre de Trieste (placé sous le contrôle de l'ONU), au sein de la Trieste United States Troops (en). Cet État est finalement partagé entre l'Italie et la Yougoslavie par un protocole d'accord en 1954. Le reste de la division est démobilisé en 1947. 
Le 350e régiment d'infanterie (350th Infantry Regiment) forme l'ossature d'un commandement tactique - Tactical Command, U.S. Forces Austria - de taille divisionnaire créé le 31 octobre 1950 pour l'occupation de l’Autriche jusqu'en 1955.

## Composition

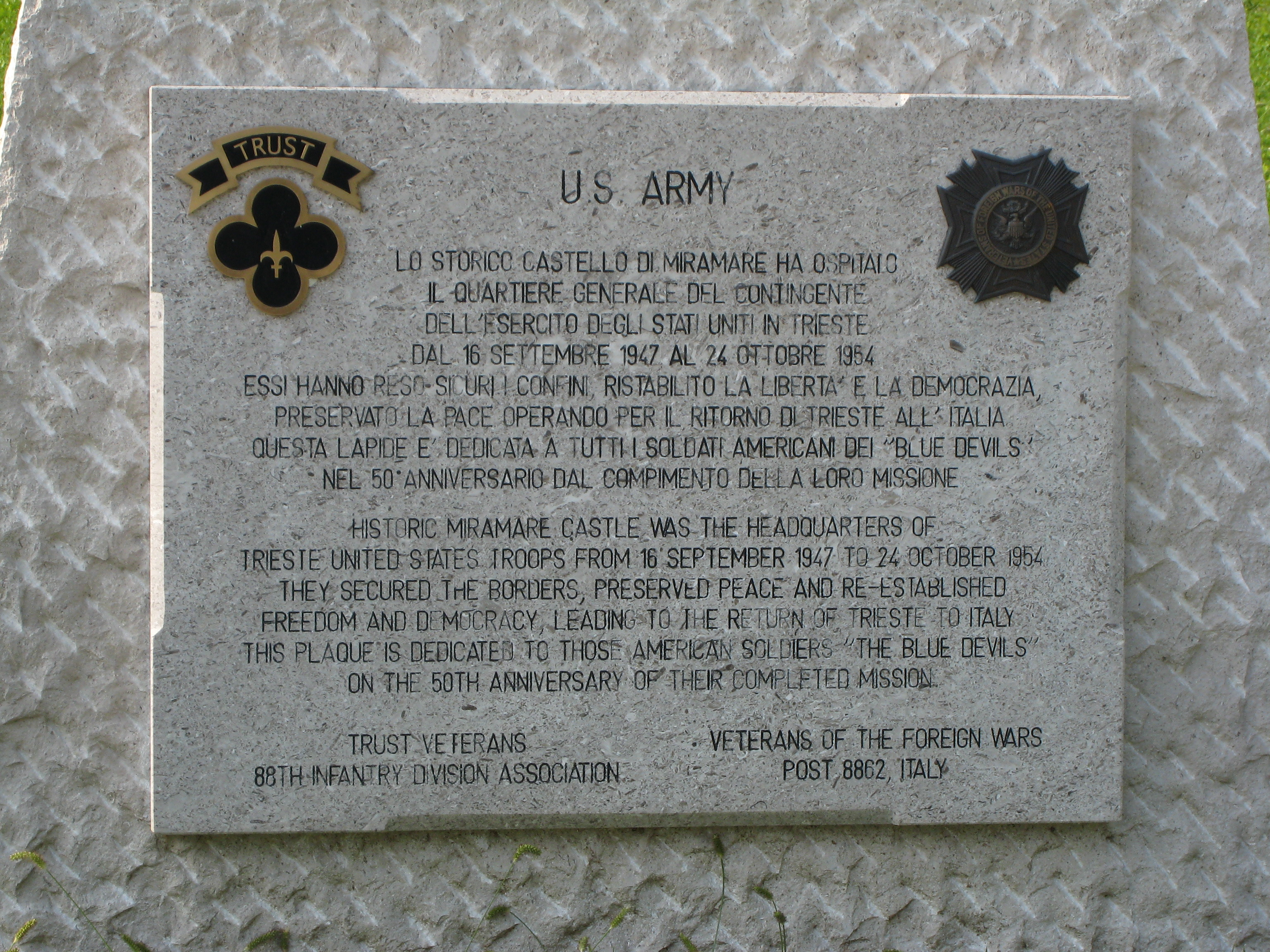
Plaque en hommage à la 88e d'infanterie, dans la région de Trieste.

La division comprend les unités suivantes :
- 349e régiment d'infanterie (349th Infantry Regiment) ;
- 350e régiment d'infanterie (350th Infantry Regiment) ;
- 351e régiment d'infanterie (351st Infantry Regiment) ;
- 337e bataillon d'artillerie de campagne (337th Field Artillery Battalion) ;
- 338e bataillon d'artillerie de campagne (338th Field Artillery Battalion) ;
- 339e bataillon d'artillerie de campagne (339th Field Artillery Battalion) ;
- 913e bataillon d'artillerie de campagne (913rd Field Artillery Battalion) ;
- 313e bataillon du génie (313rd Combat Engineer Battalion) ;
- 313e bataillon médical (313rd Medical Battalion) ;
- 752e bataillon blindé (752nd Tank Battalion (attached).